# Richard Nelson Frye

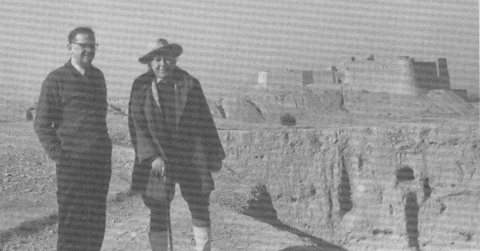
Richard Nelson Frye und Roman Ghirshman, 1966 in Schusch, Iran

Richard Nelson Frye (* 10. Januar 1920 in Birmingham, Alabama; † 27. März 2014 in Boston, Massachusetts) war ein US-amerikanischer Orientalist und Historiker.

## Karriere
Nach dem Bachelor an der Universität Illinois machte Frye 1940 den Master und 1946 den Ph.D. an der Harvard University. Er lehrte von 1948 bis 1990 als Professor für Orientalistik und Iranistik in Harvard, wo er das Center for Middle Eastern Studies begründete. 1958 wurde er in die American Academy of Arts and Sciences gewählt.
Frye lehrte unter anderem auch als Gastprofessor in Frankfurt am Main (1958/59), Hamburg (1968/69) und in Schiraz. Frye galt als einer der besten Kenner der Geschichte Irans und zeigte, dass das antike Persien auch in seinen islamischen Nachfolgestaaten nachlebte (siehe etwa Persien, 1962).

## Schriften (Auswahl)
- The Heritage of Persia. Weidenfeld & Nicolson, London 1962 (in deutscher Sprache: Persien. Bis zum Einbruch des Islam. Kindler, Zürich 1962).
- Bukhara. The Medieval Achievement. University of Oklahoma Press, Norman OK 1965.
- Sasanian Numbers and Silver Weights. In: Journal of the Royal Asiatic Society. 1973, S. 1–11.
- The Golden Age of Persia. The Arabs in the East. Weidenfeld & Nicolson, London 1975, ISBN 0-297-76871-9.
- The Heritage of Central Asia. From Antiquity to the Turkish expansion. Markus Wiener Publishers, Princeton NJ 1996, ISBN 1-55876-111-X.
- The History of Ancient Iran (= Handbuch der Altertumswissenschaft. Abt. 3: Alter Orient, Griechische Geschichte, Römische Geschichte. Bd. 7). Beck, München 1983, ISBN 3-406-09397-3.
- Greater Iran. A 20th-century Odyssey. Mazda Publishers, Costa Mesa CA 2005, ISBN 1-56859-177-2.

Außerdem verfasste Frye mehrere Artikel für die Encyclopædia Iranica und war der Herausgeber des vierten Bandes der Cambridge History of Iran.